# Rock Art and the X-Ray Style
Rock Art and the X-Ray Style è il primo album di Joe Strummer and the Mescaleros, uscito nel 1999.

## Tracce
Tutte le tracce sono accreditate a Joe Strummer ed Antony Genn, tranne dove è specificato diversamente.
1. Tony Adams -6:35
2. Sandpaper Blues (Joe Strummer, Gary Dyson, Richard Norris) -4:28
3. X-Ray Style (Joe Strummer) -4:36
4. Techno D-Day -4:09
5. The Road to Rock 'N' Roll -4:00
6. Nitcomb -4:32
7. Diggin' the New (Joe Strummer, Richard Norris) -3:09
8. Forbidden City (Joe Strummer) -4:48
9. Yalla Yalla (Joe Strummer, Pablo Cook, Richard Norris) -6:58
10. Willesden to Cricklewood -6:46

## Formazione
- Joe Strummer - voce, chitarra ritmica, chitarra acustica.
- Antony Genn - sintetizzatore, chitarra, piano, basso, armonie vocali, produzione.
- Richard Norris - tastiere, produttore.
- Martin Slattery - organo Hammond, sassofono.
- Scott Shields - chitarra acustica, basso, chitarra elettrica, armonie vocali.
- Pablo Cook - percussioni, batteria, armonie vocali.
- Steve Barnard - batteria.
- Dave Stewart - chitarra acustica.
- Ged Lynch - batteria.
- Gary Dyson - armonie vocali.